# Le Dernier Roi d'Écosse
 (mai 2024).
Pour plus de détails, voir Fiche technique et Distribution.
Le Dernier Roi d'Écosse (The Last King of Scotland) est un film germano-britannique réalisé par Kevin Macdonald et sorti en 2006. Le film est tiré du roman du même nom de Giles Foden et revient sur le règne du dictateur ougandais Idi Amin Dada.
Plusieurs prix prestigieux sont décernés au film à sa sortie, et surtout à son acteur principal, Forest Whitaker.

## Synopsis
Nicholas Garrigan (personnage fictif), un jeune médecin écossais tout juste diplômé, débarque en Ouganda en quête d'aventures. Peu après son arrivée, alors qu'il travaille dans un hôpital de brousse, il fait la connaissance d'Idi Amin Dada qui vient de s'emparer du pouvoir par un coup d'État et qui lui propose de devenir son médecin personnel.
Séduit par le charisme du chef de l'État et enthousiaste quant au destin de ce jeune pays, le jeune médecin devient rapidement confident du dictateur (son « plus proche conseiller ») et se retrouve confronté à la folie meurtrière d'Amin.

## Fiche technique
Sauf indication contraire, les informations mentionnées dans cette section peuvent être confirmées par la base de données cinématographiques IMDb,  présente dans la section « Liens externes ».
- Titre francophone : Le Dernier Roi d'Écosse
- Titre original : The Last King Of Scotland
- Réalisation : Kevin Macdonald
- Scénario : Jeremy Brock et Peter Morgan, d'après l'ouvrage éponyme de Giles Foden
- Musique : Alex Heffes
- Photographie : Anthony Dod Mantle
- Montage : Justine Wright
- Décors : Michael Carlin, Tina Jones
- Costumes : Michael O'Connor
- Production : Lisa Bryer, Andrea Calderwood, Charles Steel, Christine Ruppert
- Sociétés de production : Cowboy Films, Slate Films, DNA Films, UK Film Council, Fox Searchlight Pictures, FilmFour, Scottish Screen, Tatfilm
- Distribution : 20th Century Fox (Allemagne, Royaume-Uni)
- Pays de production :  Royaume-Uni,  Allemagne
- Format : Couleurs - 2,35:1 - Dolby Digital - 35 mm
- Genre : drame historique et biographique
- Durée : 125 minutes
- Dates de sortie :

  - États-Unis : 1er septembre 2006 (avant-première au festival du film de Telluride)
  - Royaume-Uni : 18 octobre 2006
  - France : 14 février 2007
  - Allemagne : 15 mars 2007
- Film interdit en salles aux moins de 12 ans lors sa sortie en France

## Distribution
- Forest Whitaker (VF : Emil Abossolo-Mbo) : Idi Amin Dada
- James McAvoy (VF : Alexis Victor) : Nicholas Garrigan
- Gillian Anderson (VF : Caroline Beaune) : Sarah Merrit
- Kerry Washington (VF : Mbembo) : Kay Amin
- David Oyelowo (VF : Sidney Kotto) : Dr Junju
- Simon McBurney (VF : Yves Beneyton) : Nigel Stone
- Adam Kotz (VF : Jean Barney) : Dr Merrit
- Abby Mukiibi (VF : Daniel Kamwa) : Masanga
- Sarah Nagayi : Tolu
- Barbara Rafferty (VF : Hélène Otternaud) : Madame Garrigan
- David Ashton (VF : Jean-Claude de Goros) : Dr Garrigan (senior)
- Stephen Rwangyezi : Jonah Wasswa, le ministre de la Santé
- Chris Wilson : Perkins
- Clare Wandera : la secrétaire
- Cleopatra Koheirwe : Joy
- Consodyne Buzabo : Nora Amin
- Giles Foden : le journaliste anglais
- Dick Stockley : le journaliste anglais
- René Peissker : le journaliste allemand
- Stern Jedidian : le journaliste américain
- Dave A. Tarun : le tailleur asiatique

Sources et légende : version française (VF) sur Voxofilm

## Production
- Grande-Bretagne
- Ouganda
  - Kampala

## Bande originale
Sauf indication contraire, les informations mentionnées dans cette section peuvent être confirmées par le générique de fin de l'œuvre audiovisuelle présentée ici, ainsi que par la base de données cinématographiques IMDb,  présente dans la section « Liens externes ».
- Toko par Momo Wandel Soumah.
- Nakawunde par Percussion Discussion Africa.
- Otole Dance Music par The Ndere Dance Troupe.
- Afro Disco Beat par Tony Allen.
- Butuuse N° 1 par Afrigo Band (en).
- Grazing in the Grass (en) par Hugh Masekela.
- Save Me par E. T. Mensah (en) & The Tempos Band.
- Me and Bobby McGee par Angela Kalule.
- Kasongo par Afrigo Band (en).
- Fever par Jingo.
- The Bonnie Banks O' Loch Lomond par Nyzonza Singers.
- Bukom Mashie par Oscar Sulley & The Uhuru Dance Band.
- Love Is You par Ofo The Black Company.
- The Last Scottish Rite 1-4 par Forest Whitaker.
- Kay's Lament par Forest Whitaker.
- Acholi Pot Song par Ndere Dance Troupe.

Musiques non mentionnées dans le générique
Par Alex Heffes :
- Idi's Story, durée : 1 min 51 s.
- Ambush, durée : 2 min 24 s.
- Press Conference, durée : 3 min 51 s.
- Getting the Evil of Nicolas, durée : 5 min 40 s.
- On the Runway, durée : 5 min 25 s.
- Down Over Lake Victoria, durée : 1 min 34 s.
- Voice of the Forgotten, durée : 3 min 25 s.

## Accueil

### Accueil critique
Sur l'agrégateur américain Rotten Tomatoes, le film récolte 87 % d'opinions favorables pour 184 critiques. Sur Metacritic, il obtient une note moyenne de 74⁄100 pour 36 critiques.
En France, le site Allociné propose une note moyenne de 3,7⁄5 à partir de l'interprétation de critiques provenant de 25 titres de presse.

## Distinctions

### Récompenses
- Oscar du cinéma 2007 : Oscar du meilleur acteur (Forest Whitaker)
- Golden Globe 2006 : Meilleur acteur (Forest Whitaker)
- Prix du Cercle des critiques de film de Londres 2007 : Meilleur acteur (Forest Whitaker)
- BAFTA Awards 2007 : Meilleur acteur (Forest Whitaker)
- BAFTA Awards 2007 : Meilleur scénario adapté (Peter Morgan, Jeremy Brock)
- BAFTA Awards 2007 : Meilleur film britannique de l'année (Peter Morgan, Lisa Bryer, Kevin Macdonald, Jeremy Brock, Charles Steel, Andrea Calderwood)
- Screen Actors Guild Awards 2007 : Meilleur acteur (Forest Whitaker)
- Hollywood Film Festival 2006 : Acteur de l'année (Forest Whitaker)
- National Board of Review 2006 : Meilleur acteur (Forest Whitaker)

### Nominations
- BAFTA Awards 2007 : Meilleur acteur dans un second rôle (James McAvoy)
- BAFTA Awards 2007 : Meilleur film (Andrea Calderwood, Lisa Bryer, Charles Steel)
- European Film Award 2007 du Meilleur film (Kevin Macdonald)
- European Film Award 2007 du Meilleur réalisateur (Kevin Macdonald)
- European Film Award 2007 du Meilleur acteur (James McAvoy)
- European Film Award 2007 de la Meilleure musique (Alex Heffes)
- European Film Award 2007 de la Meilleure photographie (Anthony Dod Mantle)

## Analyse

### Origine du titre
Dans sa mégalomanie, Idi Amin Dada s'était attribué un grand nombre de décorations et titres honorifiques dont notamment celui de Roi d'Écosse qui conduisit Giles Foden à intituler ainsi son roman sur le dictateur.

### Différences entre le livre et le film
Le film n'est que partiellement tiré du roman de Giles Foden ; vu que le script s'en écarte sensiblement, le réalisateur Kevin Macdonald exige de l'acteur James McAvoy qu'il arrête la lecture du livre.
Les points suivants relèvent les différences notables :
- La relation entre Nicholas Garrigan et Amin n'est pas aussi intime dans le livre. Garrigan y est également un personnage plus passif et moins sympathique (de même, son père y est un pasteur presbytérien autoritaire et non un médecin).
- Dans le roman, les services secrets britanniques aident Garrigan à devenir le médecin personnel d'Amin, tandis que dans le film Garrigan ne doit son engagement qu'au souhait d'Amin.
- Le personnage de Sarah Merrit (joué par Gillian Anderson) dans le film est un mélange de trois personnages différents du roman (Joyce Merrit, Sara Zach et Marina Perkins). Beaucoup de personnages secondaires du roman (Frederik Swanepoel, William Waziri, le major Weir et Angol-Steve) n'apparaissent pas dans le film.
- Dans le film, le collègue de Garrigan à l'hôpital est le Dr Thomas Junju, alors que dans le roman son collègue est un Écossais, le Dr Colin Paterson.
- Dans le film, Garrigan s'occupe du fils épileptique d'Amin lors d'une crise. Il y a une scène équivalente dans le roman au cours de laquelle Garrigan retire une brique de Lego du nez de Campbell, le fils d'Amin.
- Dans le film, Kay, la femme d'Amin, a une liaison avec Garrigan et se retrouve enceinte de ce dernier, ce qui la condamne avant que Garrigan ait eu besoin de pratiquer un avortement. Dans le roman, Kay (un personnage beaucoup moins important) n'a aucune aventure avec Garrigan. Elle est enceinte de Peter Mbalu-Mukasa (un médecin africain qui n'apparaît même pas dans le film) et Garrigan refuse de pratiquer l'avortement. Kay et Peter sont tués peu après.
- Dans le roman et dans le film, le diplomate britannique, Stone, demande à Garrigan de tuer Amin en l'empoisonnant. Dans le film, Garrigan tente de le faire et se fait prendre. Dans le roman, Garrigan n'essaie même pas de le faire (et avoue même à Amin qu'on lui a demandé de le faire). Dans la mesure où Garrigan ne trahit pas Amin, celui-ci n'ordonne ni sa torture ni sa mise à mort comme dans le film (et considère même que leur amitié est intacte à la fin de l'histoire).
- Dans le roman, Garrigan ne s'échappe pas en se glissant parmi les otages d'Entebbe. Il quitte l'Afrique à la suite de la guerre avec la Tanzanie, et, à son retour en Grande-Bretagne, il est accusé et vilipendé par la presse qui l'accuse d'avoir été le bras droit d'Amin et d'avoir pris une part active aux atrocités commises par le dictateur.

### Différences avec les faits historiques
La façon dont le film montre le détournement de l'aéroport d'Entebbe est différente de l'événement réel : le film, en ne montrant pas les pirates allemands membres des Revolutionäre Zellen qui conduisent l'opération de détournement mais pas les négociations, donne le sentiment que seuls des Arabes y prenaient part. En outre, le film présente Amin Dada comme étant complice des pirates de l'air : c'est en réalité le gouvernement français, avec lequel il était en bons termes, qui intervint pour lui demander d'accepter l'atterrissage de l'avion à Entebbe. Le commando ne lui permit pas de pénétrer à l'intérieur de l'avion.